# AURORA
Aurora Aksnes (Stavanger, 15 juni 1996), bekend onder de artiestennaam AURORA, is een Noorse singer-songwriter. Haar debuutsingle Running with the Wolves werd in mei 2015 door Decca Records uitgebracht en genoot veel aandacht in online muziekblogs en in de Noorse pers. In datzelfde jaar was ze te horen in een reclamespotje op televisie voor warenhuis John Lewis met een cover van "Half the World Away" van de Britse band Oasis. Dit lied verscheen later ook als bonustrack op de luxe-editie van haar debuutalbum All My Demons Greeting Me as a Friend, dat op 11 maart 2016 verscheen.

## Biografie
Aurora Aksnes werd in 1996 geboren in Stavanger. Ze heeft twee oudere zussen, een visagiste en een modeontwerpster. Ze groeide op in Os, een gemeente in Hordaland dicht bij Bergen. Op haar zesde begon ze met het maken van muziek en op haar negende schreef ze haar eerste songtekst.

## Carrière
AURORA's eerste nummer "Puppet" werd gepubliceerd in december 2012, gevolgd door haar tweede nummer, "Awakening" in mei 2013. Haar eerste nummers werden uitgebracht door Glassnote Records en Decca Records. "Under Stars" verscheen in november 2014, "Runaway" deed het goed in het Verenigd Koninkrijk: binnen zes weken werd het nummer al 1 miljoen keer gestreamd op Spotify. Ook werd het nummer gunstig beoordeeld door verschillende online muziekblogs en in de nationale pers, bijvoorbeeld door NME. Haar single "Running with the Wolves" werd in april 2015 uitgebracht en werd gedraaid op de Britse radiostations Radio One, Radio Two en 6Music. De snelgroeiende populariteit van de jonge zangeres zorgde ervoor dat ze op verschillende bekende festivals mocht optreden, zoals Way Out West, Wilderness en Green Man Festival. AURORA's derde single, "Murder Song (5, 4, 3, 2, 1)", werd in september 2015 uitgebracht en ontving wederom veel aandacht in de Noorse pers, van Britse radiostations en in populaire online muziekblogs. Ze verscheen onder andere op de soundtrack van FIFA 16, had een uitverkochte show in Londen en stond in november 2015 in het voorprogramma van Of Monsters and Men in de Brixton Academy. AURORA maakte een cover van Oasis' nummer "Half the World Away" voor een reclamespotje van warenhuis John Lewis. Haar volgende single getiteld Conqueror, dat na "Half the World Away" werd gepubliceerd, werd in januari 2016 uitgegeven. Een maand later publiceerde ze ook een muziekvideo. Haar debuutalbum All My Demons Greeting Me as a Friend verscheen uiteindelijk op 11 maart 2016. Het album ontving positieve recensies van critici. Vervolgens begon ze aan haar eerste Europese tournee. Ze verscheen in het nummer "Home" van de Britse band Icarus en publiceerde een cover van David Bowies nummer "Life on Mars?".
Op 14 maart 2016 maakte AURORA haar Amerikaanse televisiedebuut bij The Tonight Show. Ze zong live het nummer Conqueror. Niet lang daarna trad ze ook op in Conan. Op 25 juli 2016 zong ze haar cover van "Life on Mars?" live in The Howard Stern Show. De volgende avond, op 26 juli 2016, zong ze "I Went Too Far" in The Late Show with Stephen Colbert.
Op dezelfde dag dat haar debuutalbum All My Demons Greeting Me as a Friend uitkwam, zei ze dat dit het eerste album van vele zou zijn. Op 12 mei 2016, na het voltooien van haar Europese tournee, kondigde AURORA aan dat ze er klaar voor was een nieuw album te schrijven en nieuw werk uit te brengen. Sinds de aankondiging heeft AURORA de single "I Went Too Far" uitgebracht. De muziekvideo van het nummer werd op 4 juli 2016 uitgebracht.
Tussen april en augustus van 2018 bracht AURORA twee nieuwe singles uit: Queendom en Forgotten Love. Op 28 september van dat jaar werd een ep uitgebracht, Infections of a Different Kind (Step 1). Deze ep vormt het eerste deel van AURORA's nieuwe project, waarvan deel twee in juni 2019 verscheen. Deel twee is een album getiteld A Different Kind of Human (Step 2).
In 2019 droeg ze ook bij aan de soundtrack van Disney's Frozen II. Haar stem is te horen in het liedje "Into the Unknown", waarin Idina Menzel de leadpartij zingt. Aurora en Menzel traden ook tijdens de Oscaruitreiking van 2020 op. Op 3 maart 2020 bracht Aurora een eigen versie van dat liedje uit.
Op 27 augustus 2022 werd bekendgemaakt dat AURORA te horen zal zijn op de soundtrack van de nieuwe BBC documentaire serie "Frozen Planet II" , waarvoor ze heeft samengewerkt met componist Hans Zimmer. 

## Onderscheidingen
- 2014: AURORA ontving een beurs van 50.000 kroon genaamd Forbildepriser van het by:Larm Festivalen[4]
- 2015: Spellemannprisen voor nieuwkomer van het jaar. Ze won hiermee tevens een beurs van 250.000 kroon genaamd Gramostipend[5]
- 2016: Spellemannprisen voor videoclip van het jaar voor de videoclip I Went Too Far (gewonnen door regisseurs Arni & Kinski)[5]
- 2016: Spellemannprisen voor popsolist van het jaar voor het album All My Demons Greeting Me as a Friend[5]
- 2021: Spellemannprisen voor grootste internationale succes van het jaar[5]. Ze won hiermee tevens een beurs van 100.000 kroon. AURORA heeft een deel van dit geldbedrag gedoneerd aan het kasteel Baronie Rosendal[6], waar zij haar album The Gods We Can Touch heeft opgenomen.
- 2022: P3-prisen, ereprijs van NRK P3 Gull[7]

## Discografie

### Studioalbums
| Titel                                 | Details | Hoogste hitlijst positie | Hoogste hitlijst positie | Hoogste hitlijst positie | Hoogste hitlijst positie | Hoogste hitlijst positie | Hoogste hitlijst positie | Hoogste hitlijst positie | Hoogste hitlijst positie |
| Titel                                 | Details | NOR                      | NL                       | BE                       | AUS                      | DE                       | IRL                      | UK                       | VS                       |
| ------------------------------------- | --- | ------------------------ | ------------------------ | ------------------------ | ------------------------ | ------------------------ | ------------------------ | ------------------------ | ------------------------ |
| All My Demons Greeting Me as a Friend | - Uitgegeven: 11 maart 2016 - Label: Decca, Glassnote Records - Soort: Digitale download, cd, vinyl           | 1                        | 17                       | 40                       | 51                       | 24                       | 66                       | 28                       | 150                      |
| A Different Kind of Human (Step 2)    | - Uitgegeven: 7 juni 2019 - Label: Decca, Glassnote - Soort: Digitale download, cd, vinyl                     | 4                        | —                        | 172                      | 52                       | 58                       | —                        | 32                       | —                        |
| The Gods We Can Touch                 | - Uitgegeven: 21 januari 2022 - Label: Decca, Glassnote - Soort: Digitale download, cd, vinyl, muziekcassette | 1                        | 28                       | 25                       | —                        | 11                       | —                        | 8                        | —                        |
| What Happened To The Heart?           | - Uitgegeven: 7 juni 2024 - Label: Decca, Glassnote - Soort: Digitale download, cd, vinyl                     | 5                        | 10                       | 15                       | —                        | 10                       | —                        | 8                        | —                        |

### Speciale uitgaven (ep's)
| Titel                                   | Details                                                                                         |
| --------------------------------------- | ----------------------------------------------------------------------------------------------- |
| Running with the Wolves                 | - Uitgegeven: 3 mei 2015 - Label: Decca - Soort: Digitale download                              |
| Infections of a Different Kind (Step 1) | - Uitgegeven: 28 september 2018 - Label: Decca, Glassnote - Soort: Digitale download, cd, vinyl |

### Singles

#### Als hoofdartiest
| Jaar | Titel                              | Hoogste hitlijst positie | Hoogste hitlijst positie | Hoogste hitlijst positie | Hoogste hitlijst positie | Hoogste hitlijst positie | Album                                                            |
| Jaar | Titel                              | NL                       | DE                       | IRL                      | UK                       | US Alt                   | Album                                                            |
| 2012 | Puppet                             | —                        | —                        | —                        | —                        | —                        | Geen albumsingle                                                 |
| 2013 | Awakening                          | —                        | —                        | —                        | —                        | —                        | Geen albumsingle                                                 |
| 2014 | Under Stars                        | —                        | —                        | —                        | —                        | —                        | Geen albumsingle                                                 |
| 2015 | Runaway *                          | 53                       | 30                       | 21                       | 34                       | —                        | Running with the Wolves en All My Demons Greeting Me as a Friend |
| 2015 | Running with the Wolves            | —                        | 72                       | —                        | —                        | —                        | Running with the Wolves en All My Demons Greeting Me as a Friend |
| 2015 | Murder Song (5, 4, 3, 2, 1)        | —                        | —                        | —                        | —                        | —                        | All My Demons Greeting Me as a Friend                            |
| 2015 | Half the World Away                | —                        | —                        | 22                       | 11                       | —                        | All My Demons Greeting Me as a Friend                            |
| 2016 | Conqueror                          | —                        | —                        | —                        | —                        | 32                       | All My Demons Greeting Me as a Friend                            |
| 2016 | Warrior                            | —                        | —                        | —                        | —                        | —                        | All My Demons Greeting Me as a Friend                            |
| 2016 | I Went Too Far                     | —                        | —                        | —                        | —                        | —                        | All My Demons Greeting Me as a Friend                            |
| 2016 | Winter Bird                        | —                        | —                        | —                        | —                        | —                        | All My Demons Greeting Me as a Friend                            |
| 2018 | Scarborough Fair                   | —                        | —                        | —                        | —                        | —                        | Deus Salve o Rei (Música Original da Série de TV)                |
| 2018 | Queendom                           | —                        | —                        | —                        | —                        | —                        | Infections of a Different Kind (Step 1)                          |
| 2018 | Forgotten Love                     | —                        | —                        | —                        | —                        | —                        | Infections of a Different Kind (Step 1)                          |
| 2019 | Animal                             | —                        | —                        | —                        | —                        | —                        | A Different Kind of Human (Step 2)                               |
| 2019 | The Seed                           | —                        | —                        | —                        | —                        | —                        | A Different Kind of Human (Step 2)                               |
| 2019 | The River                          | —                        | —                        | —                        | —                        | —                        | A Different Kind of Human (Step 2)                               |
| 2019 | A Different Kind of Human          | —                        | —                        | —                        | —                        | —                        | A Different Kind of Human (Step 2)                               |
| 2019 | Apple Tree                         | —                        | —                        | —                        | —                        | —                        | A Different Kind of Human (Step 2)                               |
| 2019 | Daydreamer                         | —                        | —                        | —                        | —                        | —                        | A Different Kind of Human (Step 2)                               |
| 2019 | Walking in the Air                 | —                        | —                        | —                        | —                        | —                        | Geen albumsingle                                                 |
| 2020 | Into the Unknown                   | —                        | —                        | —                        | —                        | —                        | Geen albumsingle                                                 |
| 2020 | Exist for Love                     | —                        | —                        | —                        | —                        | —                        | The Gods We Can Touch                                            |
| 2020 | The Secret Garden                  | —                        | —                        | —                        | —                        | —                        | The Secret Garden OST                                            |
| 2020 | Thank U                            | —                        | —                        | —                        | —                        | —                        | Good Night Songs for Rebel Girls                                 |
| 2020 | Stjernestøv                        | —                        | —                        | —                        | —                        | —                        | Geen albumsingle                                                 |
| 2021 | Cure for Me                        | —                        | —                        | —                        | —                        | —                        | The Gods We Can Touch                                            |
| 2021 | Giving In to the Love              | —                        | —                        | —                        | —                        | —                        | The Gods We Can Touch                                            |
| 2021 | Midas Touch                        | —                        | —                        | —                        | —                        | —                        | Geen albumsingle                                                 |
| 2021 | Heathens                           | —                        | —                        | —                        | —                        | —                        | The Gods We Can Touch                                            |
| 2022 | A Dangerous Thing                  | —                        | —                        | —                        | —                        | —                        | The Gods We Can Touch                                            |
| 2022 | Everything Matters (met Pomme)     | —                        | —                        | —                        | —                        | —                        | The Gods We Can Touch                                            |
| 2022 | A Temporary High                   | —                        | —                        | —                        | —                        | —                        | The Gods We Can Touch                                            |
| 2022 | The Woman I Am                     | —                        | —                        | —                        | —                        | —                        | The Gods We Can Touch                                            |
| 2022 | Storm (met Qing Feng Wu)           | —                        | —                        | —                        | —                        | —                        | Geen albumsingle                                                 |
| 2022 | The Devil Is Human                 | —                        | —                        | —                        | —                        | —                        | The Gods We Can Touch                                            |
| 2022 | A Potion For Love                  | —                        | —                        | —                        | —                        | —                        | Geen albumsingle                                                 |
| 2022 | Hunting Shadows (Assassin’s Creed) | —                        | —                        | —                        | —                        | —                        | Geen albumsingle                                                 |
| 2023 | Your Blood                         | —                        | —                        | —                        | —                        | —                        | What Happened To The Heart?                                      |
| 2024 | The Conflict Of The Mind           | —                        | —                        | —                        | —                        | —                        | What Happened To The Heart?                                      |
| 2024 | Some Type Of Skin                  | —                        | —                        | —                        | —                        | —                        | What Happened To The Heart?                                      |
| 2024 | To Be Alright                      | —                        | —                        | —                        | —                        | —                        | What Happened To The Heart?                                      |
| 2024 | Starvation                         | —                        | —                        | —                        | —                        | —                        | What Happened To The Heart?                                      |
| 2025 | The Flood                          | —                        | —                        | —                        | —                        | —                        | What Happened To The Heart (Deluxe Album)                        |
| 2025 | Through The Eyes Of A Child **     | —                        | —                        | —                        | 45                       | —                        | All My Demons Greeting Me as a Friend                            |
| "—" betekent dat de single niet in de hitlijst is verschenen. |                                    |                          |                          |                          |                          |                          |                                                                  |
| * In maart 2021 werd de single Runaway wereldwijd trending op het social media platform TikTok, waarna Runaway in veel landen een hit werd en op 17-04-2021 (meer dan 6 jaar na de release) op plek 72 nieuw binnenkwam in de Nederlandse Single Top 100. ** Het liedje Through The Eyes Of A Child, afkomstig van AURORA's in 2016 verschenen debuutalbum, is te horen in de slotaflevering van de Netflix miniserie Adolescence . In navolging op het succes van deze televisieserie werd het lied in maart 2025 op single uitgebracht. |                                    |                          |                          |                          |                          |                          |                                                                  |

#### Als ondersteunend artiest
| Jaar | Titel                                      | Album                                |
| ---- | ------------------------------------------ | ------------------------------------ |
| 2016 | Home (Icarus met Aurora)                   | Geen albumsingle                     |
| 2018 | Ascension (Atella met Aurora)              | Geen albumsingle                     |
| 2019 | To Be Loved (Askjell met Aurora)           | Geen albumsingle                     |
| 2021 | Sofia (Askjell, Iris Caltwait en Aurora)   | Geen albumsingle                     |
| 2022 | Storm (吳青峰 met Aurora)                  | 牧神的午後 (L'Après-midi d'un Faune) |
| 2023 | Butterflies (Tom Odell met Aurora)         | Geen albumsingle                     |
| 2023 | BRING BACK THE COLOR (San Holo met Aurora) | Geen albumsingle                     |

### Andere publicaties
| Jaar | Titel         | Album                                              |
| ---- | ------------- | -------------------------------------------------- |
| 2016 | Life on Mars? | Girls, Vol. 3 (Music from the HBO Original Series) |

## Filmografie

### Videoclips
| Jaar | Titel                       | Artiest(en)                      | Regisseur(s)                      |
| ---- | --------------------------- | -------------------------------- | --------------------------------- |
| 2015 | Runaway                     | AURORA                           | Kenny McCracken                   |
| 2015 | Running with the Wolves     | AURORA                           | Scratch                           |
| 2015 | Murder Song (5, 4, 3, 2, 1) | AURORA                           | Kenny McCracken                   |
| 2015 | Half the World Away         | AURORA                           | Kenny McCracken                   |
| 2016 | Conqueror                   | AURORA                           | Kenny McCracken                   |
| 2016 | I Went Too Far              | AURORA                           | Arni & Kinski                     |
| 2016 | Winter Bird                 | AURORA                           | Simon Thirlaway                   |
| 2017 | Scarborough Fair            | AURORA                           | —                                 |
| 2018 | Queendom                    | AURORA                           | Kinga Burza                       |
| 2019 | Animal                      | AURORA                           | Tim Mattia                        |
| 2019 | The Seed                    | AURORA                           | Michael Hali                      |
| 2019 | The River                   | AURORA                           | Nick Walters                      |
| 2019 | Eve of Destruction          | The Chemical Brothers met AURORA | Marcus Lyall en Adam Smith        |
| 2019 | Apple Tree                  | AURORA                           | Rianne White                      |
| 2019 | To Be Loved                 | Askjell met AURORA               | Sophia + Robert                   |
| 2020 | Exist for Love              | AURORA                           | AURORA                            |
| 2020 | Stjernestøv                 | AURORA                           | Karianne Lund en Ida sagmo Tvedte |
| 2021 | Sofia                       | Askjell met AURORA & Iris        | —                                 |
| 2021 | Cure for Me                 | AURORA                           | Sigurd Fossen en AURORA           |
| 2021 | Giving In to the Love       | AURORA                           | Sigurd Fossen                     |
| 2021 | Paramour                    | Sub Urban met AURORA             | Axel Kabundji                     |
| 2022 | A Temporary High            | AURORA                           | Sigurd Fossen                     |
| 2022 | Alone In The Night          | Sondre Lerche met AURORA         | William Glandberger               |
| 2022 | Storm (Mandarijn versie)    | Qing Feng Wu met AURORA          | Sigurd Fossen                     |
| 2022 | Storm (Engelse versie)      | Qing Feng Wu met AURORA          | Sigurd Fossen                     |
| 2023 | Butterflies                 | Tom Odell met AURORA             | Simon Lane                        |
| 2023 | Your Blood                  | AURORA                           | Kaveh Nabatian                    |
| 2024 | The Conflict Of The Mind    | AURORA                           | Kaveh Nabatian                    |
| 2024 | Some Type Of Skin           | AURORA                           | Kaveh Nabatian                    |
| 2024 | Starvation                  | AURORA                           | Kaveh Nabatian                    |

Naast bovenstaande officiële videoclips, heeft AURORA tevens via het video-platform VEVO meerdere video's van live gezongen liedjes uitgebracht onder de noemers "Vevo dscvr", "Vevo UK LIFT" en "Vevo Studio Performance".

### Korte films
| Jaar | Titel              | Productie |
| ---- | ------------------ | --------- |
| 2015 | Into the Light     | Kasafilms |
| 2016 | Nothing Is Eternal | The Fader |

### Documentaires
| Jaar | Titel                        | Productie       |
| ---- | ---------------------------- | --------------- |
| 2019 | Once Aurora                  | Flimmer Film AS |
| 2025 | Portrait Of A Song - Runaway | KMC LTD         |

## Prijzen en nominaties
| Jaar | Prijzen                         | Categorie                                                                       | Ontvangen door          | Uitslag     |
| ---- | ------------------------------- | ------------------------------------------------------------------------------- | ----------------------- | ----------- |
| 2016 | European Border Breakers Awards | Norway Album of the Year                                                        | AURORA                  | Gewonnen    |
| 2016 | MTV Europe Music Awards         | Best Norwegian Act                                                              | AURORA                  | Genomineerd |
| 2021 | Grammy Awards                   | Beste Lied geschreven voor een Film, Televisieprogramma or andere Visuele Media | Idina Menzel and AURORA | Genomineerd |

## Trivia
- Aurora draagt vrijwel nooit make-up. Ook niet op het podium. Wel schildert ze voor optredens soms acht rode lijnen op haar gezicht die haar tranen en haar lachrimpels symboliseren.
- Aurora gaf in de Noorse tv-special HAIK aan dat er vaak wordt gedacht dat ze autisme heeft. Ze heeft zich echter nooit laten diagnosticeren en vindt dat prima.

- Bibsys: 1535375976555
- Gemeinsame Normdatei: 1090906919
- International Standard Name Identifier: 0000 0004 5654 2888
- Library of Congress Control Number: no2016048210
- MusicBrainz: 484a4e90-6899-4e4b-a948-a2255d365340
- Nationale Bibliotheek van Tsjechië: xx0213958
- Virtual International Authority File: 370145857886023020824
- WorldCat: E39PBJjhBYymtYkKmQddGBJv73